# Yakari
Yakari (original Yakari) är en schweizerfransk tecknad albumserie för barn. Den skapades av signaturerna Job (André Jobin; manus) och Derib (Claude de Ribaupierre; teckning) 1970.

## Seriefigurer
- Yakari – seriens huvudperson. En liten amerikansk urfolkspojke som upplever massor av äventyr.
- Lilla Grävling – Yakaris vän.
- Regnbåge – Yakaris tjejkompis.

- Lilla Åskan – Yakaris talande häst.
- Dubbeltand – en bäver som är mycket klurig och uppfinningsrik.
- Stora Örn – en örn och Yakaris talande totem.

## Album på svenska
1. Yakari
2. Yakari och den vita buffeln
3. Yakari och bävrarna
4. Yakari och Nanabozo
5. Yakari och grizzlybjörnen
6. Lilla Åskans hemlighet
7. Yakari och främlingen
8. Yakari i vargarnas land
9. Fångarna på ön
10. Det mystiska spåret
11. Yakari och Brutna Hornet
12. Yakari och prärievargarna
13. Präriens herrar
14. Flyg som en korp!
15. Yakari som björnunge
16. Den minsta hästen
17. Den olyckliga bävern
18. Yakari reser norrut
19. Vattnet som brinner
20. Odjuret i skogen
21. Yakari och den vita valen